# Dollar (roman)
Dollar (Originaltitel: Killing Floor) är Lee Childs debutbok och den första boken om Jack Reacher. Boken utkom mars 1997 och den svenska översättningen kom ut i juni 2000. 
Boken utspelar sig ett halvår efter att Reacher sade upp sig från militären.
Boken vann Anthony Award och Barry Award för bästa första bok.